# 加瓦扎纳
加瓦扎纳（義大利語：Gavazzana），是意大利亚历山德里亚省的一个市镇。总面积3.12平方公里，人口165人，人口密度52.9人/平方公里（2009年）。ISTAT代码为006080。